# كازونزياي
كازونزياي (Casunziei) هو اسم لنوع من المعكرونة ذات العجينة الطازجة والمحشية في لهجة شمال شرق إيطاليا، التي تكون مملوئة بحشوة مختومة بين طبقتين من عجينة المعكرونة الرقيقة، وتكون مطوية تلقيديا على شكل نصف القمر. عادة ماتكون مطبوخة منزلياً وتعتبر تقليدية في مطبخ منطقة الدولوميت في الجزء الشمالي الشرقي من إيطاليا، وخاصة في مدن بلونو وفيتشنزا وفيرونا.
شريحة العجينة (قبل لفها) عادة ماتكون ذات حجم 3.5 سم في 3.5 سم، وتتكون من شريحتين من عجينة المعكرونة يتم ضغطها معا على الحدود لتندمج معاً، مثل الرافيولي.